# Třída Regele Ferdinand
Třída Regele Ferdinand byla třída torpédoborců Rumunského královského námořnictva. V Itálii postavené torpdéborce se staly největšími válečnými plavidly meziválečného rumunského námořnictva. Oba bojovaly ve druhé světové válce, ve které byly ukořistěny SSSR. Sovětské námořnictvo je vrátilo v 50. letech. V 60. letech byly sešrotovány.

## Stavba
Obě dvě jednotky této třídy, pojmenované Regele Ferdinand (později Lichoj, D 22 a D 10) a Regina Maria (později Letuščij, D 21 a D 11), byly postaveny v letech 1928–1930 italskou loděnicí Pattison v Neapoli. Na projektu se podílela britská loděnice Thornycroft, jejíž vůdčí lodě torpédoborců třídy Shakespeare se staly vzorem konstrukce této třídy. Do služby vstoupily v 7. září 1930.

## Konstrukce
Výzbroj torpédoborců tvořilo pět 120mm kanónů Bofors Mk 4 v jednodělových věžích, jeden 76mm kanón Ansaldo M1917, dva 40mm kanóny a dva 12,7mm kulomety. Údernou výzbroj tvořily dva trojhlavňové 533mm torpédomety. V případě potřeby mohly nést 50 min. Během války byla výzbroj modifikována a zesilována byla především protiletadlová obrana. Pohonný systém tvořily dvě turbíny Parsons a čtyři kotle Thornycroft. Lodní šrouby byly dva. Nejvyšší rychlost dosahovala 35 uzlů.

## Operační služba
Za druhé světové války byly oba torpédoborce nasazeny především při doprovodu konvojů. Po podepsání příměří se SSSR v roce 1944 Rumuni museli své lodě odevzdat Sovětskému svazu. Torpédoborce získalo Černomořské loďstvo, které je přejmenovalo na Lichoj a Letuščij. V roce 1951 byly vráceny Rumunsku a v roce 1959 byly vyřazeny a následně sešrotovány.